# Guamal, Magdalena
Guamal là một khu tự quản thuộc tỉnh Magdalena, Colombia. Thủ phủ của khu tự quản Guamal đóng tại Guamal Khu tự quản Guamal có diện tích 565 ki lô mét vuông. Đến thời điểm ngày 28 tháng 5 năm 2005, khu tự quản Guamal có dân số 19920 người.